# Geelstuithoningvogel
De geelstuithoningvogel (Prionochilus xanthopygius) is een zangvogel uit de familie Dicaeidae (bastaardhoningvogels).

## Verspreiding en leefgebied
Deze soort is endemisch op het Indonesische eiland Borneo.